# Стасів Остап Олександрович
Остап Олександрович Стасів (1 січня 1903, Борщовичі, Львівщина — 19 лютого 1985, Альфельд, Німеччина) — кристалофізик, доктор філософії, професор, засновник і директор Інституту кристалофізики в Берліні, фундатор міжнародного фізичного журналу «Phisica Status Solidi»; дійсний член НТШ.

## Життєпис
Остап Стасів народився 1 січня 1903 року в родині залізничного працівника Олександра та Ганни Стасівих (з дому Гурба), у сім'ї було восьмеро дітей.
Спершу навчався в народній школі в селі Борщовичі, а від 1913 року — в українській гімназії м. Перемишля. З 14 років почав давати приватні уроки.
1921 року О. Стасів з відзнакою складав випускні гімназійні іспити (матуру). У цей час Володимир Левицький, який здійснював інспекцію, порадив здібному юнакові продовжувати навчання у львівських університеті чи політехніці. Проте, ці навчальні заклади були для українців практично недоступні, і він поступив на навчання на природничий відділ філософського факультету Таємного українського університету у Львові, а з осені 1922 р. почав відвідувати заняття і в таємній політехніці. Саме з політехніки був скерований на практику до Ґданська. Пізніше він поїхав до Берліна, де в 1923 році поступив до Берлінського університету на спеціальність «Фізика», де слухав лекції Макса Планка, Альберта Айнштейна, Макса фон Ляве, Вальтера Боте. Під час навчання знайомиться з Рудольфом Пайєрлсом, Лео Сциллардом, Ервіном Шредінгером.
Закінчиши навчання у Берліні, 1927 р. Остап Стасів подається в Гіссен, де під керівництвом Вальтера Боте поглиблює освіту в Інституті фізики Гіссенського університету, досліджуючи внутрішнє відбивання світла на межі двох середовищ. За результатами цієї праці філософський факультет університету 25.11.1929 р. присудив О. Стасіву ступінь доктора філософії.
З 1931 — дослідник у фізичному інституті при Геттингенському університеті.
За рекомендацією В. Левицького та В. Міліянчука 30 березня 1936 року О. Стасіва обрано дійсним членом НТШ.
1937 року Остап Стасів одружується з Терезою Стефен, а в 1938 у них народжується дочка Марія-Луїза, яка також стала фізиком, як батько.
У 1937—1945 — керівник лабораторії «Zeiss Ikon» у Дрездені. Основним напрямком досліджень О. Стасіва на наступні 30 років стало поліпшення фотографічних плівок фірми з використанням методик досліджень, розроблених науковою школою Р. Поля для вивчення галогенідів срібла.
1947 року О. Стасів став професором Дрезденського технічного університету, де пропрацював 20 років. Читав лекції з
атомної фізики, статистичної фізики, спецкурси з фізики твердого тіла i з теорії складних дефектних центрів у домішкових йонних кристалах.
1951 року на базі Дрезденського філіалу професор Стасів засновує в Берліні Інститут кристалофізики Німецької академії наук.
За участю Остапа Стасіва вперше у Німеччині було зріджено водень та гелій.
1959 року у видавництві «Springer» вийшла фундаментальна монографія Стасіва «Електронні та йонні процеси в йонних кристалах».
1968 року професор Стасів був звільнений з університету і вийшов на пенсію, оскільки його донька нелегально перетнула берлінський мур, щоб поєднатися зі своїм нареченим інженером із ФРН Гансом Дальпке. 1968 року Стасів отримав дозвіл відвідати Київ, де він зміг після 45 -річної розлуки зустрітися з сестрою Ольгою, яка приїхала на зустріч з Галичини, оскільки йому не дозволили відвідати Львів.
Помер Остап Стасів 19 лютого 1985 року. Похований в Альфельді, Німеччина.